# Supergigante

Diagrama de Hertzsprung-Russell:
Abscisas: Tipo espectral /
Ordenadas: Magnitud absoluta
0 Hipergigantes. Ia, Ib Supergigantes. II Gigantes luminosas. III Gigantes. IV Subgigantes. V Secuencia principal. VI Subenanas. VII Enanas blancas.

Las estrellas supergigantes (supergiant stars en inglés) son estrellas con masas comprendidas entre 10 y 50 masas solares y enormes dimensiones, que en el caso de las supergigantes rojas pueden ser del orden de 1000 veces la del Sol. Ocupan la parte superior del diagrama de Hertzsprung-Russell. En la clasificación espectral de Yerkes son de clase de luminosidad Ia (las supergigantes más luminosas), o Ib (las menos luminosas). Sus magnitudes absolutas bolométricas típicas van desde -5 a -12. Las supergigantes extremadamente luminosas suelen clasificarse como hipergigantes (clase 0).

## Definición
El apelativo de supergigante, aplicado a una estrella, no tiene una única definición concreta. El término estrella gigante fue acuñado por primera vez por el astrónomo Ejnar Hertzsprung cuando se hizo evidente que la mayoría de las estrellas se clasificaban en dos regiones distintas del diagrama de Hertzsprung-Russell. Una región contenía estrellas más grandes y luminosas de los tipos espectrales A a M y recibió el nombre de gigante. Posteriormente, al carecer de paralaje medible, se hizo evidente que algunas de estas estrellas eran significativamente más grandes y luminosas que la mayoría, y surgió el término super-gigante, rápidamente adoptado como supergigante.

## Características
El radio de las supergigantes puede estar entre los 30 y los 500 radios solares, aunque en ocasiones puede superar los 1000 radios solares. La Ley de Stefan-Boltzmann establece que las superficies relativamente frías de las supergigantes rojas irradian menos energía por unidad de área que las de las supergigantes azules; así pues, para una luminosidad dada, las supergigantes rojas son más grandes que sus homólogas azules.
Debido a su gran masa, consumen energía a un ritmo muy elevado, siendo muy luminosas; por ejemplo, Naos (ζ Puppis) posee una luminosidad de cerca de un millón de veces la del Sol. Por otra parte, tienen una vida breve, agotando su combustible nuclear en unos pocos millones de años y explotando como supernovas al final de sus vidas.
Las supergigantes pueden pertenecer a diversas clases espectrales, desde las jóvenes supergigantes azules, pertenecientes a la clase O, hasta las evolucionadas supergigantes rojas, de clase M. Rígel (β Orionis), la estrella más brillante de la constelación de Orión, es una típica supergigante blanco-azulada, mientras que Betelgeuse (α Orionis) y Antares (α Scorpii) son supergigantes rojas.

### Clase de luminosidad espectral

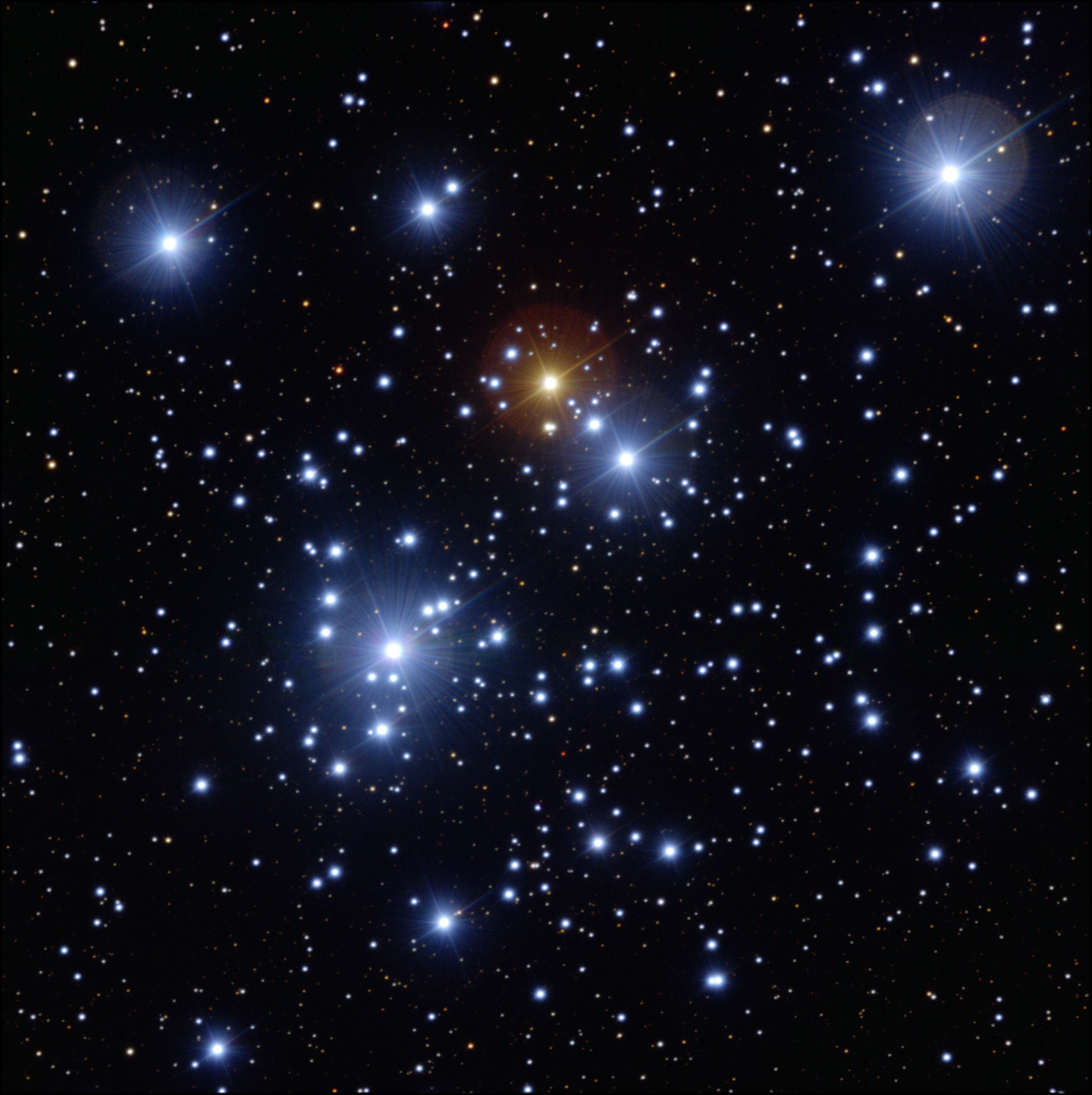
Las cuatro estrellas más brillantes de NGC 4755 son estrellas supergigantes azules, con una estrella supergigante roja en el centro. (ESO VLT)

Las estrellas supergigantes pueden identificarse a partir de sus espectros, con líneas distintivas sensibles a la alta luminosidad y a la baja  gravedad superficial. En 1897, Antonia C. Maury había dividido las estrellas en función de la anchura de sus líneas espectrales, y su clase "c" identificaba las estrellas con las líneas más estrechas.  Aunque entonces no se sabía, se trataba de las estrellas más luminosas. En 1943, Morgan y Keenan formalizaron la definición de las clases de luminosidad espectral, refiriéndose la clase I a las estrellas supergigantes. El mismo sistema de clases de luminosidad MK se sigue utilizando hoy en día, con refinamientos basados en la mayor resolución de los espectros modernos. Hay supergigantes de todas las clases espectrales, desde supergigantes azules clase O jóvenes hasta supergigantes rojas clase M muy evolucionadas.  Debido a su mayor tamaño en comparación con las estrellas de la secuencia principal y las gigantes del mismo tipo espectral, tienen gravedades superficiales más bajas y pueden observarse cambios en sus perfiles lineales.  Las supergigantes también son estrellas evolucionadas con niveles más altos de elementos pesados que las estrellas de la secuencia principal. Esta es la base de la Sistema de luminosidad MK, que asigna las estrellas a clases de luminosidad únicamente a partir de la observación de sus espectros.
Además de los cambios de línea debidos a la baja gravedad superficial y a los productos de fusión, las estrellas más luminosas tienen altas tasas de pérdida de masa y nubes resultantes de materiales circunestelares expulsados que pueden producir línea de emisións, Perfil P Cygni, o línea prohibidas.  El sistema MK asigna las estrellas a clases de luminosidad: Ib para las supergigantes; Ia para las supergigantes luminosas; y 0 (cero) o Ia+ para las hipergigantes.  En realidad, hay mucho más continuo que bandas bien definidas para estas clasificaciones, y se utilizan clasificaciones como Iab para las supergigantes de luminosidad intermedia.  Los espectros de supergigantes suelen llevar anotaciones que indican Peculiaridades espectrales, por ejemplo B2 Iae o F5 Ipec.

### Supergigantes evolutivas
Las supergigantes también pueden definirse como una fase específica en la historia evolutiva de ciertas estrellas. Las estrellas con masas iniciales superiores a 8-10 M☉ inician rápida y suavemente la fusión del núcleo de helio una vez que han agotado su hidrógeno, y continúan fusionando elementos más pesados tras el agotamiento del helio hasta que desarrollan un núcleo de hierro, momento en el que el núcleo colapsa para producir una supernova de tipo II.  Una vez que estas estrellas masivas abandonan la secuencia principal, sus atmósferas se inflan y se describen como supergigantes.  Las estrellas de masa inicialmente inferior a 10 M☉ nunca formarán un núcleo de hierro y, en términos evolutivos, no se convierten en supergigantes, aunque pueden alcanzar luminosidades miles de veces superiores a la del Sol. No pueden fusionar carbono y elementos más pesados una vez agotado el helio, por lo que finalmente sólo pierden sus capas externas, dejando el núcleo de una enana blanca.  La fase en la que estas estrellas tienen ambos caparazones ardiendo, hidrógeno y helio, se denomina rama asintótica gigante (AGB), ya que las estrellas se convierten gradualmente en estrellas de clase M cada vez más luminosas.  Las estrellas de 8-10 M☉ pueden fusionar suficiente carbono en la AGB para producir un núcleo de oxígeno-neón y una supernova de captura de electrones, pero los astrofísicos las categorizan como estrellas super-AGB en lugar de supergigantes.

### Categorización de las estrellas evolucionadas
Existen varias categorías de estrellas evolucionadas que no son supergigantes en términos evolutivos pero que pueden mostrar características espectrales de supergigante o tener luminosidades comparables a las supergigantes.
Las estrellas de la rama gigante asintótica (AGB) y las estrellas post-AGB son gigantes rojas muy evolucionadas de masa baja con luminosidades que pueden ser comparables a las de las supergigantes rojas más masivas, pero debido a su baja masa, a que se encuentran en una fase diferente de desarrollo (combustión de la envoltura de helio) y a que sus vidas terminan de forma diferente (nebulosa planetaria y enana blanca en lugar de supernova), los astrofísicos prefieren mantenerlas separadas.  La línea divisoria se difumina en torno a la 7–10 M☉ (o tan alta como 12 M☉ en algunos modelos) donde las estrellas comienzan a experimentar una fusión limitada de elementos más pesados que el helio. Los especialistas que estudian estas estrellas suelen referirse a ellas como estrellas super AGB, ya que tienen muchas propiedades en común con las AGB, como la pulsación térmica. Otros las describen como supergigantes de baja masa, ya que comienzan a quemar elementos más pesados que el helio y pueden explotar como supernovas. Muchas estrellas post-AGB reciben tipos espectrales con clases de luminosidad de supergigantes.  Por ejemplo, RV Tauri tiene una clase de luminosidad Ia ( supergigante brillante) a pesar de ser menos masiva que el Sol.  Algunas estrellas AGB también reciben una clase de luminosidad supergigante, sobre todo Estrella variable W Virginis como la propia W Virginis, estrellas que están ejecutando un bucle azul desencadenado por pulso térmico.  Un número muy pequeño de Estrella variable Mira y otras estrellas AGB tardías tienen clases de luminosidad supergigante, por ejemplo Ras Algethi.
Las variables cefeidas clásicas suelen tener clases de luminosidad supergigante, aunque sólo las más luminosas y masivas llegarán a desarrollar un núcleo de hierro.  La mayoría de ellas son estrellas de masa intermedia que fusionan helio en sus núcleos y acabarán pasando a la rama gigante asintótica.  La propia Delta Cephei es un ejemplo con una luminosidad de 2000veces la del Sol y una masa de 4,5 veces la masa solar.
Las estrellas de Wolf-Rayet también son estrellas evolucionadas luminosas de gran masa, más calientes que la mayoría de las supergigantes y más pequeñas, visualmente menos brillantes pero a menudo más luminosas debido a sus altas temperaturas. Tienen espectros dominados por el helio y otros elementos más pesados, y suelen mostrar poco o nada de hidrógeno, lo que es una pista de su naturaleza como estrellas aún más evolucionadas que las supergigantes. Del mismo modo que las estrellas AGB se encuentran casi en la misma región del diagrama de Hertzsprung-Russell que las supergigantes rojas, las estrellas Wolf-Rayet pueden encontrarse en la misma región del diagrama HR que las supergigantes azules más calientes y las estrellas de la secuencia principal.
Las estrellas más masivas y luminosas de la secuencia principal son casi indistinguibles de las supergigantes en las que evolucionan rápidamente.  Tienen temperaturas casi idénticas y luminosidades muy similares, y sólo los análisis más detallados pueden distinguir los rasgos espectrales que muestran que han evolucionado desde la estrecha Secuencia principal de tipo O temprana hasta la zona cercana de las supergigantes de tipo O tempranas. Estas supergigantes tempranas de tipo O comparten muchas características con las estrellas Wolf-Rayet WNLh y a veces se las designa como slash stars, estrellas intermedias entre ambos tipos.
Las estrellas Luminous blue variables (LBVs) se encuentran en la misma región del diagrama HR que las supergigantes azules, pero generalmente se clasifican por separado.  Son estrellas evolucionadas, expandidas, masivas y luminosas, a menudo hipergigantes, pero tienen una variabilidad espectral muy específica, que desafía la asignación de un tipo espectral estándar.  Las LBV observadas sólo en un momento determinado o durante un periodo de tiempo en el que son estables, pueden designarse simplemente como supergigantes calientes o como candidatas a LBV debido a su luminosidad.
Las hipergigantes suelen considerarse una categoría de estrellas distinta de las supergigantes, aunque en todos los aspectos importantes no son más que una categoría más luminosa de supergigante.  Son estrellas evolucionadas, expandidas, masivas y luminosas como las supergigantes, pero en el extremo más masivo y luminoso, y con propiedades adicionales particulares de sufrir grandes pérdidas de masa debido a su extrema luminosidad e inestabilidad.  Generalmente, sólo las supergigantes más evolucionadas presentan propiedades de hipergigante, ya que su inestabilidad aumenta tras una gran pérdida de masa y un cierto aumento de luminosidad.
Algunas estrella B(e) son supergigantes, aunque otras estrellas B[e] claramente no lo son.  Algunos investigadores distinguen los objetos B[e] de las supergigantes, mientras que otros prefieren definir las estrellas B[e] masivas evolucionadas como un subgrupo de las supergigantes.  Esta última opción se ha hecho más común al comprender que el fenómeno B[e] surge por separado en varios tipos distintos de estrellas, incluidas algunas que claramente son sólo una fase en la vida de las supergigantes.

## Distribución
Como son de corta vida, las estrellas supergigantes principalmente se observan en estructuras cósmicas de poca edad, como los cúmulos abiertos jóvenes, los brazos de las galaxias espirales y las galaxias irregulares. Por lo general, son menos abundantes en los bulbos galácticos, y son raramente observadas en galaxias elípticas o cúmulos globulares, los cuales están constituidos por estrellas viejas.
El estudio de las supergigantes es un área de investigación intensa, que se ve dificultada por factores como la pérdida de masa estelar. Es por ello que su estudio no se circunscribe a estrellas individuales, sino que la tendencia actual es estudiar cúmulos de estrellas para luego comparar la distribución de los modelos resultantes con las distribuciones de supergigantes observadas en galaxias como las Nubes de Magallanes.
Se piensa que la mayoría de las estrellas progenitoras de las supernovas tipo II son supergigantes rojas. Sin embargo, la progenitora de la Supernova 1987A fue una supergigante azul, aunque se cree que antes fue una supergigante roja que expulsó su envoltura exterior por medio de un fuerte viento estelar.

## Principales supergigantes
En la siguiente tabla figuran las supergigantes más brillantes para el observador terrestre.
| Nombre     | Denominación de Bayer | Magnitud aparente | Tipo espectral | Radio (Rsol) | Luminosidad* (Lsol) |
| ---------- | --------------------- | ----------------- | -------------- | ------------ | ------------------- |
| Rigel      | β Orionis             | 0,12              | B8Iab:         | 78.9         | 120.000             |
| Betelgeuse | α Orionis             | 0,58              | M2Iab:         | 764          | 87.100              |
| Antares    | α Scorpii             | 1,09              | M1.5Iab-b      | 680          | 75.900              |
| Deneb      | α Cygni               | 1,25              | A2Iae          | 200          | 200.000             |
| Adhara     | ε Canis Majoris       | 1,51              | B2Iab:         | 14           | 38.700              |
| Alnilam    | ε Orionis             | 1,70              | B0Iab:         | 42           | 832.000             |
| Mirfak     | α Persei              | 1,79              | F5Iab:         | 68           | 5.000               |

*bolométrica
Las estrellas más grandes conocidas, en términos de tamaño físico (no de masa o luminosidad), son las supergigantes VY Canis Majoris, VV Cephei, V354 Cephei, KW Sagittarii, KY Cygni y μ Cephei (la estrella granate de Herschel).

## Evolución
Las estrellas de secuencia principal de tipo O y las más masivas de tipo B se convierten en supergigantes. Debido a sus masas extremas, tienen una vida corta, entre 30 millones de años y unos cientos de miles de años. Se observan principalmente en estructuras galácticas jóvenes, como los cúmulos abiertos, los brazos de las galaxias espirales y en galaxias irregulares. Son menos abundantes en los bultos de las galaxias espirales y rara vez se observan en galaxias elípticas o cúmulos globulares, compuestos principalmente por estrellas viejas.
Las supergigantes se forman cuando las estrellas masivas de la secuencia principal se quedan sin hidrógeno en sus núcleos, momento en el que comienzan a expandirse, al igual que las estrellas de menor masa. Sin embargo, a diferencia de las estrellas de menor masa, comienzan a fusionar helio en el núcleo sin problemas y no mucho después de agotar su hidrógeno. Esto significa que no aumentan su luminosidad tan drásticamente como las estrellas de menor masa, y progresan casi horizontalmente a través del diagrama HR hasta convertirse en supergigantes rojas. A diferencia de las estrellas de menor masa, las supergigantes rojas son lo suficientemente masivas como para fusionar elementos más pesados que el helio, por lo que no desprenden sus atmósferas como nebulosas planetarias tras un periodo de combustión de hidrógeno y helio, sino que continúan quemando elementos más pesados en sus núcleos hasta que colapsan. No pueden perder masa suficiente para formar una enana blanca, por lo que dejan tras de sí una estrella de neutrones o un remanente de agujero negro, normalmente tras una explosión de supernova por colapso del núcleo.
Las estrellas con más de 40 M☉ de masa no pueden expandirse hasta convertirse en supergigantes rojas. Como se queman demasiado deprisa y pierden sus capas externas con demasiada rapidez, alcanzan la fase de supergigante azul, o quizá de hipergigante amarilla, antes de volver a convertirse en estrellas más calientes. Las estrellas más masivas, por encima de unos 100 M☉, apenas se mueven de su posición de estrellas de secuencia principal O. Su convección es tan eficaz que mezclan hidrógeno desde la superficie hasta el núcleo. Continúan fusionando hidrógeno hasta que éste se agota casi por completo en toda la estrella y, a continuación, evolucionan rápidamente a través de una serie de etapas de estrellas igualmente calientes y luminosas: supergigantes, estrellas de tajo, estrellas de tipo WNh-, WN- y, posiblemente, WC- o WO. Se espera que exploten como supernovas, pero no está claro hasta qué punto evolucionan antes de que esto ocurra. La existencia de estas supergigantes que aún queman hidrógeno en sus núcleos puede hacer necesaria una definición algo más compleja de supergigante: una estrella masiva con mayor tamaño y luminosidad debido a la acumulación de productos de fusión, pero a la que aún le queda algo de hidrógeno.
Se cree que las primeras estrellas del universo eran considerablemente más brillantes y masivas que las estrellas del universo moderno. Su existencia, que forma parte de la teórica población III de estrellas, es necesaria para explicar las observaciones de elementos químicos distintos del hidrógeno y el helio en los cuásares. Posiblemente más grandes y luminosas que cualquier supergigante conocida hoy en día, su estructura era bastante diferente, con menor convección y menor pérdida de masa. Es probable que sus brevísimas vidas terminaran en violentas supernovas de fotodesintegración o de inestabilidad de pares.